# Danh sách tỉnh Việt Nam có biên giới với Campuchia
Việt Nam là một lãnh thổ có hình chữ S trải dài từ Bắc chí Nam, nằm trên bán đảo Đông Dương về phía đông và đông nam. Bắc giáp Trung Quốc, tây giáp Lào và Campuchia, tây nam giáp Campuchia và vịnh Thái Lan, đông và đông nam giáp Biển Đông. Việt Nam có đường biên giới trên đất liền với tổng chiều dài là 4.639 km. Biên giới phía tây nam của Việt Nam giáp với Campuchia có chiều dài trên đất liền là 1137 km.
Sau đây là danh sách các địa phương thuộc 8 tỉnh của Việt Nam có chung đường biên giới với các tỉnh phía Campuchia, xếp theo vị trí từ Bắc xuống Nam.

## Danh sách các tỉnh VN giáp biên với Campuchia
| STT | Tên tỉnh (Đường biên) | Xã giáp ranh | Tên tỉnh Campuchia                              | Chú thích                                  |
| --- | --------------------- | ------------ | ----------------------------------------------- | ------------------------------------------ |
| 01  | Quảng Ngãi (183,3 km) | Bờ Y         | Ratanakiri                                      | Xã Bờ Y vừa giáp Lào và vừa giáp Campuchia |
| 01  | Quảng Ngãi (183,3 km) | Sa Loong     | Ratanakiri                                      |                                            |
| 01  | Quảng Ngãi (183,3 km) | Rờ Kơi       | Ratanakiri                                      |                                            |
| 01  | Quảng Ngãi (183,3 km) | Mô Rai       | Ratanakiri                                      |                                            |
| 01  | Quảng Ngãi (183,3 km) | Ia Đal       | Ratanakiri                                      |                                            |
| 02  | Gia Lai (90 km)       | Ia Boòng     | Ratanakiri                                      |                                            |
| 02  | Gia Lai (90 km)       | Ia Chia      | Ratanakiri                                      |                                            |
| 02  | Gia Lai (90 km)       | Ia Dom       | Ratanakiri                                      |                                            |
| 02  | Gia Lai (90 km)       | Ia Nan       | Ratanakiri                                      |                                            |
| 02  | Gia Lai (90 km)       | Ia Pnôn      | Ratanakiri                                      |                                            |
| 02  | Gia Lai (90 km)       | Ia Púch      | Ratanakiri                                      |                                            |
| 02  | Gia Lai (90 km)       | Ia Mơ        | Ratanakiri                                      |                                            |
| 03  | Đắk Lắk (193 km)      | Ia Lốp       | Mondulkiri                                      |                                            |
| 03  | Đắk Lắk (193 km)      | Ea Bung      | Mondulkiri                                      |                                            |
| 03  | Đắk Lắk (193 km)      | Ia Rvê       | Mondulkiri                                      |                                            |
| 03  | Đắk Lắk (193 km)      | (Ea Bung)    | Mondulkiri                                      |                                            |
| 03  | Đắk Lắk (193 km)      | Buôn Đôn     | Mondulkiri                                      |                                            |
| 04  | Lâm Đồng (120 km)     | Đắk Wil      | Mondulkiri                                      |                                            |
| 04  | Lâm Đồng (120 km)     | Thuận An     | Mondulkiri                                      |                                            |
| 04  | Lâm Đồng (120 km)     | Thuận Hạnh   | Mondulkiri                                      |                                            |
| 04  | Lâm Đồng (120 km)     | Tuy Đức      | Mondulkiri                                      |                                            |
| 04  | Lâm Đồng (120 km)     | Quảng Trực   | Mondulkiri                                      |                                            |
| 05  | Đồng Nai (210 km)     | Bù Gia Mập   | Mondulkiri                                      |                                            |
| 05  | Đồng Nai (210 km)     | Đắk Ơ        | Mondulkiri                                      |                                            |
| 05  | Đồng Nai (210 km)     | Hưng Phước   | Mondulkiri                                      |                                            |
| 05  | Đồng Nai (210 km)     | Kratié       |                                                 |                                            |
| 05  | Đồng Nai (210 km)     | Thiện Hưng   |                                                 |                                            |
| 05  | Đồng Nai (210 km)     | Tân Tiến     |                                                 |                                            |
| 05  | Đồng Nai (210 km)     | Lộc Thạnh    |                                                 |                                            |
| 05  | Đồng Nai (210 km)     | Tbong Khmum  |                                                 |                                            |
| 05  | Đồng Nai (210 km)     | Lộc Tấn      |                                                 |                                            |
| 05  | Đồng Nai (210 km)     | Lộc Thành    |                                                 |                                            |
| 06  | Tây Ninh (377,7 km)   | Tân Hòa      |                                                 |                                            |
| 06  | Tây Ninh (377,7 km)   | Tân Đông     |                                                 |                                            |
| 06  | Tây Ninh (377,7 km)   | Tân Lập      |                                                 |                                            |
| 06  | Tây Ninh (377,7 km)   | Tân Bình     |                                                 |                                            |
| 06  | Tây Ninh (377,7 km)   | Prey Veng    |                                                 |                                            |
| 06  | Tây Ninh (377,7 km)   | Svay Rieng   |                                                 |                                            |
| 06  | Tây Ninh (377,7 km)   | Phước Vinh   |                                                 |                                            |
| 06  | Tây Ninh (377,7 km)   | Hòa Hội      |                                                 |                                            |
| 06  | Tây Ninh (377,7 km)   | Ninh Điền    |                                                 |                                            |
| 06  | Tây Ninh (377,7 km)   | Long Chữ     |                                                 |                                            |
| 06  | Tây Ninh (377,7 km)   | Long Thuận   |                                                 |                                            |
| 06  | Tây Ninh (377,7 km)   | Bến Cầu      |                                                 |                                            |
| 06  | Tây Ninh (377,7 km)   | Phước Chỉ    |                                                 |                                            |
| 06  | Tây Ninh (377,7 km)   | Mỹ Quý       |                                                 |                                            |
| 06  | Tây Ninh (377,7 km)   | Đông Thành   |                                                 |                                            |
| 06  | Tây Ninh (377,7 km)   | Bình Thành   |                                                 |                                            |
| 06  | Tây Ninh (377,7 km)   | Bình Hòa     |                                                 |                                            |
| 06  | Tây Ninh (377,7 km)   | Bình Hiệp    |                                                 |                                            |
| 06  | Tây Ninh (377,7 km)   | Tuyên Bình   |                                                 |                                            |
| 06  | Tây Ninh (377,7 km)   | Khánh Hưng   |                                                 |                                            |
| 06  | Tây Ninh (377,7 km)   | Hưng Điền    |                                                 |                                            |
| 06  | Tây Ninh (377,7 km)   | (Prey Veng)  |                                                 |                                            |
| 07  | Đồng Tháp (96 km)     | Tân Thành    |                                                 |                                            |
| 07  | Đồng Tháp (96 km)     | Tân Hộ Cơ    |                                                 |                                            |
| 07  | Đồng Tháp (96 km)     | Tân Hồng     |                                                 |                                            |
| 07  | Đồng Tháp (96 km)     | Hồng Ngự     |                                                 |                                            |
| 07  | Đồng Tháp (96 km)     | Thường Lạc   |                                                 |                                            |
| 07  | Đồng Tháp (96 km)     | Thường Phước |                                                 |                                            |
| 08  | An Giang (152 km)     | Vĩnh Xương   | Kandal                                          |                                            |
| 08  | An Giang (152 km)     | Phú Hữu      | Kandal                                          |                                            |
| 08  | An Giang (152 km)     | Nhơn Hội     | Kandal                                          |                                            |
| 08  | An Giang (152 km)     | Khánh Bình   | Kandal                                          |                                            |
| 08  | An Giang (152 km)     | (Nhơn Hội)   | Kandal                                          |                                            |
| 08  | An Giang (152 km)     | Takéo        |                                                 |                                            |
| 08  | An Giang (152 km)     | An Phú       |                                                 |                                            |
| 08  | An Giang (152 km)     | Châu Đốc     |                                                 |                                            |
| 08  | An Giang (152 km)     | Vĩnh Tế      |                                                 |                                            |
| 08  | An Giang (152 km)     | Thới Sơn     |                                                 |                                            |
| 08  | An Giang (152 km)     | Tịnh Biên    |                                                 |                                            |
| 08  | An Giang (152 km)     | Ba Chúc      |                                                 |                                            |
| 08  | An Giang (152 km)     | Vĩnh Gia     |                                                 |                                            |
| 08  | An Giang (152 km)     | Vĩnh Điều    |                                                 |                                            |
| 08  | An Giang (152 km)     | Kampot       |                                                 |                                            |
| 08  | An Giang (152 km)     | Giang Thành  |                                                 |                                            |
| 08  | An Giang (152 km)     | Hà Tiên      | Phường Hà Tiên vừa giáp biển vừa giáp Campuchia |                                            |